# 短果百脉根
短果百脉根（学名：Lotus praetermissus）为豆科百脉根属下的一个种。

## 扩展阅读
- 維基物種上的相關：短果百脉根